# ミーツポート
ミーツポート（MEETS PORT）は、東京都文京区の東京ドームシティ内に2008年3月19日にオープンした三井不動産の連結子会社である東京ドーム運営の複合商業施設。

## 歴史
同地にはかつて（1937年 - 1987年）後楽園球場と後楽園ジムが立地していた。同球場の解体後は東京ドームシティの第3駐車場とされ、毎年12月から翌年2月にかけては仮設劇場を設営し、ボリショイサーカスが開催されていた。しかし、2004年 - 2005年シーズン途中にラクーアとミーツポートを建設することが決まったため、終了することになった。
2006年2月に着工。2008年3月19日に開業した。

## 概要
地上5階、地下4階建て。水道橋交差点付近に入口が設けられている。地下4階には三井のリパーク東京ドーム第2駐車場がある。
各種飲食店とコンビニエンスストアが入居。

## ガーデン
水道橋交差点から東京ドームシティへ伸びる空中庭園が3階に所在しており、東京ドームシティアトラクションズのパラシュートゾーン（旧称・パラシュートランド）と繋がっている。

## フロア構成
- 2階 - 5階：店舗
- 1階：店舗、TOKYO DOME CITY HALL エントランス
- 地下3階 - 2階：TOKYO DOME CITY HALL
- 地下2階：ミーツポート第1駐車場（3階からガーデンに出て、東京ドームシティ内にある、ミーツポート第1駐車場行きエレベーターに乗り換え）
- 地下4階：ミーツポート第2駐車場
  - エレベーターは三菱電機製（停止階：地下4階・1階 - 5階）、ミーツポート内の非常用・TOKYO DOME CITY HALL内のエレベーターはフジテック製である。

## TOKYO DOME CITY HALL
TOKYO DOME CITY HALL（トーキョー・ドーム・シティ・ホール、東京ドームシティホール）は、ミーツポートの地下3階から2階にある多目的ホール。

### 施設命名権
開場当初の2008年3月より3年ごとのネーミングライツ制度（命名権）が導入された。

#### ジェーシービー
2007年10月15日に、ジェーシービー（JCB）は東京ドームと本ホールのスポンサーシップ契約を締結し、本ホールが開業した2008年3月20日から2011年3月31日までの3年間、JCBホール（ジェー・シー・ビー・ホール）として営業した。

#### カナデビア
前述するJCBとの契約終了後、2011年4月から2025年3月までの約14年間はネーミングライツによる企業との契約がなく、企業名の冠がつかない「TOKYO DOME CITY HALL」の名称で営業されていた。
その後2025年1月16日に、カナデビアは東京ドームと本ホールのネーミングライツ契約を締結、これにより同年4月1日から2028年3月31日までの3年間、本ホールの名称を『Kanadevia Hall』（カナデビアホール）として営業する。

### 歴史
3階層のバルコニー客席、レイアウトによっては撤去可能なエンドステージ、観客とステージの距離を最大30mとした見やすいレイアウト、ホールに高性能の音響・照明設備を常設することで、楽器の持ち込みだけでハイレベルな音楽ライブが開催できる環境の実現が図れることなどが特徴で、収容人数は、スタンディング形式で最大3,120人、エンドステージ形式で最大2,507人、センターステージ形式で最大2,754人である。
同じ東京ドームシティに所在する後楽園ホールと同様に、ボクシングやプロレスの格闘技興行、さらにコンサート、パーティなどに対応できる。また、日本テレビ『欽ちゃん&香取慎吾の全日本仮装大賞』（第80 - 90回）や『THE DANCE DAY』（第3回）の収録会場としても使われている。
2008年3月20日・21日、TOTOとボズ・スキャッグスとのジョイント・ライブ「JCB HALL オープン記念イベント」が杮落しとなった。同年3月22日・23日、YUKIがライブ「水道橋ユキ2008」で、日本人ミュージシャンとして初めてライブを行った。
格闘技での杮落しは、2008年4月5日の第436回ダイナミックグローブ。翌日には、初のプロレス興行「ZERO1-MAX」が行われた。ただし、ボクシング・プロレスよりプロ修斗などの新興格闘技の利用が多い。
2008年から3年間、Jリーグアウォーズの会場として使用された（2007年までは横浜アリーナで、2011年は再び横浜アリーナでの開催となる）。
2010年から毎年夏季に開催される、ジャニーズ事務所によるイベント「SUMMARY」は、通算90公演を数える。
また、AKB48グループ関連の公演・イベントも多く開催されている。
2022年以降は朝日放送テレビ・テレビ朝日系列で放送されている『プリキュアシリーズ』の作品公式ライブのイベント会場としても使用されることがある。